# Cerocala insanella
Cerocala insanella är en fjärilsart som beskrevs av Embrik Strand 1917. Cerocala insanella ingår i släktet Cerocala och familjen nattflyn. Inga underarter finns listade i Catalogue of Life.